# Politische Polizei
Als Politische Polizei werden die besonderen Organe der Polizei zur Aufklärung und Verfolgung, teils auch Prävention, von politischen Straftaten genannt. Die Bedeutung und Arbeitsweise in rechtsstaatlichen Systemen ist in deutlicher Abgrenzung zu der in repressiven Staatsformen zu sehen. Da im Bereich der Ermittlungen sowohl nachrichtendienstliche Erkenntnisse als auch Arbeitsmethoden zur Anwendung kommen können, gibt es thematische Überschneidungen zur Arbeit der Nachrichtendienste.
Insbesondere in nicht-rechtsstaatlichen Herrschaftssystemen wie autoritären und diktatorischen Staaten hat die politische Polizei eine wichtige Funktion zur Herrschaftssicherung: Sie dient dort nicht oder nicht primär der Durchsetzung des Rechts, sondern oftmals auch außerhalb des Rechts der Repression von Kritikern und Feinden des Regimes bis hin zum system(at)ischen und offenen Staatsterror.
Im Deutschland vor der Reichsgründung gab es bereits eine starke Tradition der Politischen Polizei, später ausgeweitet im Deutschen Reich und nachfolgend in der DDR – im Einzelnen:
- die Preußische Geheimpolizei in Preußen seit Mitte des 19. Jahrhunderts.
- die Geheime Staatspolizei (Gestapo) in der Zeit des Nationalsozialismus
- in der DDR: das Ministerium für Staatssicherheit (MfS bzw. Stasi) und von der Stasi angeleitete Abteilungen der Volkspolizei (Arbeitsgebiet I: Politische Polizei), ein mächtiger Apparat der Politischen Polizei[1]

Die Verfolgung politisch motivierter Straftaten fällt in Deutschland in der Regel in den Aufgabenbereich des polizeilichen Staatsschutzes und damit in den Bereich kriminalpolizeilicher Ermittlungen und staatsanwaltschaftlicher Bearbeitung. Jedoch sind je nach Themenkreis auch andere Behörden, insbesondere Nachrichtendienste, am Staatsschutz beteiligt.
In der Schweiz wurde die Wahrnehmung des Staatsschutzes bis etwa 1990 als Politische Polizei bezeichnet.

## Belege
1. ↑  Konrad-Adenauer-Stiftung: Polizei und Staatssicherheit (Memento des Originals vom 20. Oktober 2018 im Internet Archive)  Info: Der Archivlink wurde automatisch eingesetzt und noch nicht geprüft. Bitte prüfe Original- und Archivlink gemäß Anleitung und entferne dann diesen Hinweis., 30. Juli 2009 (abgerufen am 17. Oktober 2012).